# السياسة البيئية للاتحاد الأوروبي

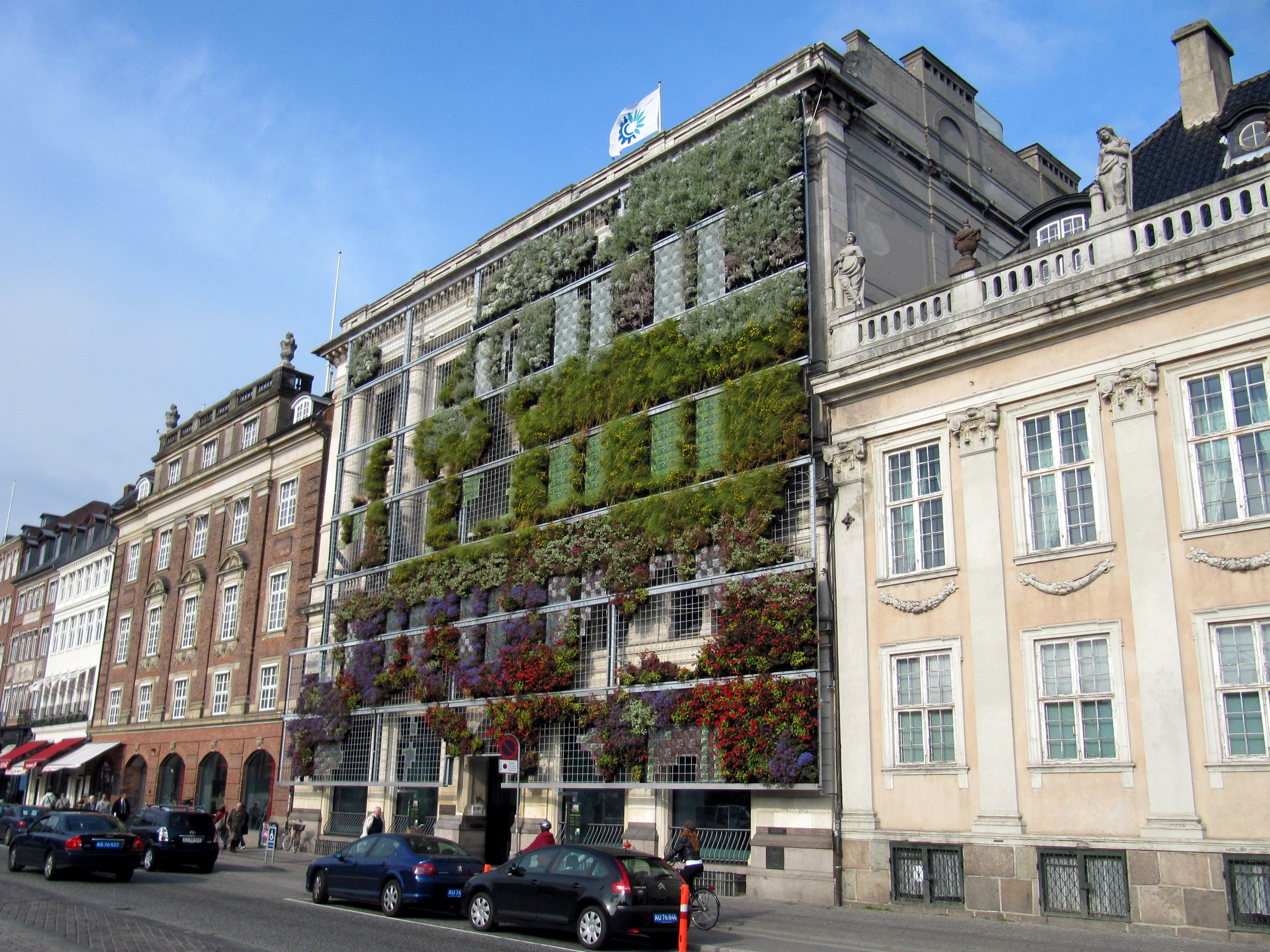

يعتبر البعض أن الاتحاد الأوروبي لديه القوانين البيئية الأكثر شمولًا في أي منظمة دولية. تتشابك سياسته البيئية بشكل كبير مع السياسات البيئية الدولية والوطنية الأخرى، كما أن للتشريعات البيئية للاتحاد الأوروبي تأثيرات كبيرة على تشريعات الدول الأعضاء فيه. يعالج التشريع البيئي للاتحاد الأوروبي قضايا مثل المطر الحمضي، وترقق طبقة الأوزون، وتلوث الهواء، والتلوث الضوضائي، والنفايات، وتلوث المياه، والطاقة المستدامة. يقدر معهد السياسة البيئية الأوروبية أن مجموعة القوانين البيئية للاتحاد الأوروبي تصل إلى أكثر من 500 من التوجيهات واللوائح والقرارات.

## بدايات السياسة البيئية للاتحاد الأوروبي
غالبًا ما يُذكر اجتماع قمة باريس لرؤساء دول وحكومات السوق الأوروبية المشتركة (إي إي سي) في أكتوبر 1972 لتحديد بداية السياسة البيئية للاتحاد الأوروبي. اعتُمِد إعلان حول السياسة البيئية وسياسة المستهلك في هذا الاجتماع، وقد طُلب من المفوضية الأوروبية وضع برنامج عمل لحماية البيئة. اعتُمِد برنامج العمل البيئي (الأول) هذا في يوليو 1973، ومثَّل أول سياسة بيئية للاتحاد الأوروبي. علاوة على ذلك، أسفرت فرقة العمل داخل اللجنة التي وضعت برنامج العمل هذا في نهاية المطاف عن تشكيل المديرية العامة للبيئة.
كان السبب الرئيسي في ذلك الوقت لإدخال سياسة بيئية مشتركة هو القلق من أن المعايير البيئية المتنوعة يمكن أن تؤدي إلى نشأة حواجز تجارية وتشوهات تنافسية في السوق المشتركة. المعايير الوطنية المختلفة لمنتجات معينة، مثل القيود على انبعاثات المركبات بسبب محتوى البنزين من الرصاص، وضعت حواجزًا كبيرة أمام التجارة الحرة لهذه المنتجات داخل الجماعة الاقتصادية (إي سي). كان الدافع الإضافي الذي حفز السياسة البيئية الناشئة للاتحاد الأوروبي هو التسييس الدولي المتزايد للمشكلات البيئية والإدراك المتزايد منذ بداية سبعينيات القرن العشرين بأن التلوث البيئي لم يتوقف عند الحدود الوطنية، ولكن وجب معالجته من خلال الإجراءات عبر الحدود. في ذلك الوقت، لم يكن هنالك أي ذكر لسياسة بيئية في المعاهدات التأسيسية للاتحاد الأوروبي، وبالتالي لم يوجد أساس معاهدة صريح يدعم السياسة البيئية للاتحاد الأوروبي. مع ذلك، فُسِّر نص المعاهدة بشكل حيوي، مما مكن من اعتبار السياسة البيئية هدفًا أساسيًا للجماعة، على الرغم من أنه لم يُذكر صراحة. لم توضع الأهداف الاقتصادية والبيئية على قدم المساواة داخل الجماعة حتى منتصف الثمانينيات والتوقيع على القانون الأوروبي الموحد في عام 1986.

## ممثلون رئيسيون
تتشكل السياسة البيئية للاتحاد الأوروبي من قبل مجموعة متنوعة من الجهات الفاعلة، بما في ذلك جميع مؤسسات الاتحاد الأوروبي الرئيسية، وكذلك مجموعات الضغط التي تشكل جماعة بروكسل الأوسع لصنع السياسة.
تعمل الدول الأعضاء على صياغة السياسة البيئية للاتحاد الأوروبي من خلال العمل داخل مجلس الوزراء. يعد المجلس جهة فاعلة مركزية في صنع القرارات في الاتحاد الأوروبي، حيث يتقاسم سلطة اتخاذ القرار مع البرلمان الأوروبي بموجب «الإجراء التشريعي العادي». هنالك تشكيلات مختلفة للمجلس (تتكون من وزراء مسؤولين عن مجالات سياسية معينة) أحدها مجلس البيئة. قد زاد عدد اجتماعات مجلس البيئة بشكل ملحوظ بمرور الوقت. يجتمع رؤساء الدول في شيء مختلف –المجلس الأوروبي– والذي لم يكن له علاقة بالسياسة البيئية حتى وقت قريب. على الرغم من ذلك، لعب المجلس الأوروبي مؤخرًا دورًا مهمًا في سياسة الاتحاد الأوروبي بشأن تغير المناخ على وجه الخصوص.
ليس للمفوضية الأوروبية الحق الحصري في اقتراح سياسة بيئية جديدة فحسب، بل تقع عليها أيضًا مسؤولية ضمان تنفيذ القواعد البيئية. لذلك، منذ تأسيسها في خمسينيات القرن الماضي، كانت المفوضية الأوروبية في قلب الاتحاد الأوروبي. على الرغم من ذلك، لم تؤسس وحدة مخصصة للقضايا البيئية حتى سبعينيات القرن الماضي، ولم تؤسس مديرية عامة كاملة للبيئة حتى عام 1981. في البداية، كان يُنظر إلى المديرية العامة للبيئة على أنها مديرية عامة ضعيفة نسبيًا، ولكنها أصبحت أكثر حزمًا بشكل تدريجي من خلال تطوير الخبرة الفنية والسياسية. مع ذلك، لا يزال يتعين على المفوضية الاعتماد على الدول الأعضاء لتنفيذ سياساتها.
تقليديًا، اكتسب البرلمان الأوروبي سمعة باعتباره بطل المصالح البيئية داخل الاتحاد الأوروبي، حيث وفر نقطة وصول لأولئك المستبعدين من صنع القرار وصوت لأحزاب الخضر السياسية. على الرغم من ذلك، كان مؤسسة تفاعلية وضعيفة نسبيًا. استفاد البرلمان مؤخرًا من تغييرات المعاهدة التي جعلت منه مشرِّعًا مشتركًا مع مجلس الوزراء، ومع ذلك، يبدو أن تمكين البرلمان قد قلل من مؤهلاته الخضراء حيث يبدو الآن أقل رغبة في اعتماد تعديلات خضراء.
على مدى الأربعين سنة الماضية، اجتذب الاتحاد الأوروبي اهتمام عدد كبير من مجموعات الضغط، بما في ذلك المنظمات البيئية غير الحكومية. في وقت مبكر يعود إلى عام 1974، أنشأت المجموعات البيئية من جميع الدول الأعضاء تمثيلًا مركزيًا في بروكسل، مؤسسين بذلك مكتب البيئة الأوروبي. اتخذت المنظمات البيئية غير الحكومية الأخرى موقعًا في بروكسل منذ أواخر الثمانينيات فصاعدًا. توفر المؤسسات الأوروبية، وخاصة المفوضية الأوروبية، وصولًا سهلًا نسبيًا إلى هذه المجموعات مقارنة ببعض الحكومات الوطنية. قد شجعت المفوضية الأوروبية بفاعلية مشاركتها في صنع السياسات من خلال إنشاء لجان استشارية وهيئات أخرى، وتوفير الأموال لإنشاء مجموعات أساسية معينة والحفاظ عليها.